# Apeadeiro de Paranheiras
O Apeadeiro de Paranheiras é uma interface encerrada da Linha do Corgo, que servia a localidade de Vilarinho das Paranheiras, no concelho de Chaves, em Portugal.

## História
Esta interface situava-se no lanço da Linha do Corgo entre Vidago e Tâmega, que entrou ao serviço em 20 de Junho de 1919.
Em Setembro de 1971, a Companhia dos Caminhos de Ferro Portugueses informou que a partir do dia 1 de Outubro desse ano iriam ser desguarnecidas várias estações e apeadeiros, incluindo o de Paranheiras, como parte de um programa de racionalização da exploração ferroviária. Desta forma, o apeadeiro deixaria de vender bilhetes, que passariam a ser comprados a bordo dos comboios, e seria encerrada a expedição de bagagens e remessas em detalhe.
O lanço da Linha do Corgo entre Chaves e Vila Real foi encerrado em 2 de Janeiro de 1990, pela empresa Caminhos de Ferro Portugueses.